# Anne de Caumont
Anne de Caumont (* 19. Juni 1574 in Gévaudan; † 11. Juni 1642 in Paris) war eine reiche adelige Erbin, die bereits im Kindesalter zum Spielball unterschiedlichster Interessen finanzieller, aber auch konfessioneller Natur wurde.

## Leben
Anne de Caumont wurde am 19. Juni 1574 als Tochter von Geoffroy de Caumont, Seigneur de Caumont, und Marguerite de Lustrac, Marquise de Fronsac (die als Witwe des Marschalls Jacques d’Albon, seigneur de Saint-André auch Maréchale de Saint-André genannt wurde), geboren und dann protestantisch getauft. Ihr Vater war 1572 der Bartholomäusnacht entkommen, wurde dann aber im April 1574, also zwei Monate vor ihrer Geburt, vergiftet. Geoffroy de Caumont war Seigneur de Caumont, de Tonneins-Dessus, de Folhet, de Castelmoron, et de Goudourville gewesen; Marguerite de Lustrac war Dame de Lustrac, de Coutras, de Gavaudun, de Fronsac, d’Aubeterre, d’Achon, de Vallery etc.
Während Marguerite das Kind zur Welt brachte, bemächtigte sich Annet de Commarque, der im Dienst der Familie Biron stand, der wichtigsten ihrer Herrschaften; die Witwe rief Geoffroy de Vivant zu Hilfe, Seigneur de Mel und Verwalter ihrer Burg Castelnau, der alle diese Orte wieder zurückholte.
Anne kam unter Vormundschaft von Jean de Pérusse d’Escars, Prince de Carency und Seigneur de La Vauguyon, Neffe ihrer Großmutter väterlicherseits, der sich allerdings in den ersten Jahren kaum um sie kümmerte. Erst als ihr Bruder Jean de Caumont, Marquis de Lustrac, am 9. Juli 1579 ebenfalls starb und sie dadurch selbst Marquise de Fronsac und eine der begehrtesten Erbinnen Frankreichs geworden war, änderte er sein Verhalten. Er wollte sie mit seinem ältesten Sohn, Claude d’Escars (* 1567), verheiraten, ließ im Jahr 1580, während Geoffroy de Vivant im Haut-Quercy gegen die Katholiken kämpfte, die wichtigsten Herrschaften der Marquise de Fronsac besetzen, verschaffte sich selbst als Vormund Annes Zutritt zur Burg Castelnau und entführte die Maréchale und sein Mündel nach La Vauguyon. Geoffroy de Vivant wurde ein zweites Mal zu Hilfe gerufen, und konnte sie bald wieder in den Besitz der meisten Güter bringen, obwohl sie sehr energisch verteidigt wurden. Jean des Cars konnte nur Fronsac, Coutras und Castelnau halten, Geoffroy de Vivant hingegen wurde zum Gouverneur aller Güter ernannt, die im Eigentum oder Nießbrauch der Maréchale bzw. ihrer Tochter waren.
Im Januar 1586, bevor Anne de Caumont zwölf Jahre alt wurde, wurde sie mit Claude des Cars, jetzt selbst Prince de Carency, verheiratet, unter der Verpflichtung, die Ehe nicht vor ihrem 16. Lebensjahr zu vollziehen; aber am folgenden 6. März tötete Charles de Gontaut-Biron den jungen Bräutigam in einem Duell – und einige Wochen später verlobte Jean d’Escars Anne mit seinem zweiten Sohn Henri, der bereits 1590 starb.
Kurz nach der Verlobung, im August 1586, belagerte der Herzog von Mayenne die Stadt Mussidan gegen Geoffroy de Vivant – bis die beiden (mit Zustimmung Heinrich von Navarras) plötzlich ihre Streitkräfte vereinten und gemeinsam zum Château de La Vauguyon marschierten, wo Jean des Cars aufgefordert wurde, sein Mündel dem Herzog zu übergeben, der sie später mit seinem Sohn Henri, der selbst noch keine acht Jahre alt war, zu verheiraten. Des Cars leistete einigen Widerstand, um seine Ehre zu retten, aber am Ende wurde die Marquise de Fronsac mit der Armee der Katholischen Liga nach Paris gebracht. Mayenne vertraute Anne seiner Frau Henriette de Savoie-Villars an, die dafür sorgte, dass Anne Ostern 1587 zum Katholizismus konvertierte, aber dann am Widerstand Annes scheiterte, als sie Anne mit Emmanuel Philibert des Prez, ihrem Sohn aus erster Ehe, verheiraten wollte.
Als König Heinrich IV. die Eroberung seines Königreichs abgeschlossen hatte, ließ er Anne de Caumont am 5. Februar 1595 François d’Orléans, comte de Saint-Pol, Sohn von Léonor d’Orléans, 6. Herzog von Longueville, und Marie de Bourbon, und Bruder von Henri I. d’Orléans, duc de Longueville, zum Ehemann nehmen.
Als François d’Orléans, ein Spieler und Verschwender, damit begann, dass Vermögen seiner Frau durchzubringen, übertrug die Maréchale Jacques Nompar de Caumont, dem Neffen ihres Ehemanns, Vetter Annes und engen Freund des Königs alles, was sie von Geoffroy de Caumont erhalten hatte, und gab Jean de Vivant, dem Sohn und Nachfolger des 1592 gestorbenen Geoffrey de Vivant großzügige Freiheiten als Gouverneur der Güter. Die Dispositionen wurden sofort von François d’Orléans angegriffen, der am 1. Dezember 1597 beim Parlement von Bordeaux eine Beschwerde dazu einbrachte, die auch zugelassen wurde; Jean de Vivant erreichte jedoch, dass der Prozess vor die Chambre de l’Édit mit Sitz in Castres kam, dessen Urteil vom 18. September 1598 ihm in den meisten Punkten recht gab. Dennoch wurde François d’Orléans am 20. Mai 1599 vom König gegen den Willen seiner Schwiegermutter Caumont zurückgegeben; er nutzte die neue Situation, um Jean de Vivant als Gouverneur durch Hercule d’Argilemont zu ersetzen.
Nach zehn Jahren Ehe, am 9. März 1605, brachte Anne de Caumont in Amiens ihr einziges Kind zur Welt, Léonor d’Orléans. Im Januar 1608 wurde François d’Orléans zum Herzog von Fronsac ernannt. Am 3. September 1622 fiel Léonor d’Orléans bei der Belagerung von Montpellier. Ab 1626 lebte das Ehepaar in Gütertrennung. Am 25. Mai 1628 verkaufte sie Fronsac an Claude Charlot, Berater des Königs. François d’Orléans starb am 7. Oktober 1631 in Châteauneuf-sur-Loire, wo er auch bestattet wurde; der Herzogstitel erlosch damit.
Anne de Caumont gründete in Paris den Couvent des Filles-de-Saint-Thomas-d’Aquin. Die Erlaubnis dazu wurde von Kardinal Barberini als Päpstlicher Legat Urbans VIII. erteilt, woraufhin sie aus Toulouse sieben Nonnen kommen ließ, die am 27. November 1626 in Paris eintrafen. Am 7. März 1642 nahmen sie ihre endgültigen Gebäude in der heutigen Rue des Filles-Saint-Thomas im 2. Arrondissement in Besitz, kurz bevor Anne de Caumont am 2. Juni 1642 in Paris starb. Sie wurde in der Klosterkirche bestattet.